# دنپروفسکی (آدیغیه)
دنپروفسکی (به لاتین: Dneprovsky) یک منطقهٔ مسکونی در روسیه است که در شهرستان گیاگینسکی واقع شده‌است.